# Emma Caulfield
Emma M. Caulfield (San Diego, 8 april 1973), meisjesnaam Chukker, is een Amerikaans actrice. Ze speelde onder meer in de televisieseries Beverly Hills 90210 (30 afleveringen) en Buffy the Vampire Slayer (85 afleveringen), maar verscheen ook in verschillende films.
Caulfield maakte haar acteerdebuut met gastrollen in Burke's Law en Renegade in 1994 en in het jaar daarna in Weird Science. Haar gastrol in het derde seizoen van Buffy the Vampire Slayer liep uit op een langer verblijf toen bedenker Joss Whedon haar personage Anya het vriendinnetje maakte van Xander Harris, een van de hoofdpersonages. Caulfields eerste filmrol volgde in 2003 in de horrorfilm Darkness Falls.
Caulfield trouwde in 2015 met acteur Mark Leslie Ford, haar tweede echtgenoot. Ze beviel in 2016 van hun eerste kind, een dochter. Caulfield was eerder getrouwd van 2006 tot en met 2010.

## Filmografie

### Films
- I'm Charlie Walker (2022)
- Telling of the Shoes (2014)
- Back in the Day (2014)
- Removal (2010)
- Confined (2010)
- TiMER (2009)
- Why Am I Doing This? (2009)
- A Valentine Carol (2007, televisiefilm)
- Hollow (2007, kortfilm)
- In Her Mother's Footsteps (2006, televisiefilm)
- Bandwagon (2004)
- I Want to Marry Ryan Banks (2004, televisiefilm)
- Darkness Falls (2003)

### Televisieseries
*Exclusief eenmalige gastrollen
- WandaVision - Sarah Proctor (2021, vier afleveringen)
- Fantasy Hospital - Misty Windham (2016, tien afleveringen)
- Once Upon a Time - Blinde heks (2012-2016, zeven afleveringen)
- Bandwagon: The Series - Emma (2010-2011, 15 afleveringen)
- Gigantic - Sasha (2010-2011, 15 afleveringen)
- Life Unexpected - Emma Bradshaw - (2010-2011, 11 afleveringen)
- Robot Chicken - Jadis de witte heks / Vrouw / Professor McGonagall / Moeder / Nancy / Timmy's moeder (2006-2007, 3 afl.) (stemrollen)
- Buffy the Vampire Slayer - Anya (1998-2003, 85 afleveringen)
- General Hospital - Lorraine Miller (1996-1997, 39 afleveringen)
- Beverly Hills 90210 - Susan Keats (1995-1996, 30 afleveringen)

## Discografie
- Buffy the Vampire Slayer Cast - Once More, with Feeling (2002) (gastzang)

- Bibliothèque nationale de France: cb15085210k (data)
- Gemeinsame Normdatei: 135298067
- International Standard Name Identifier: 0000 0001 1466 7197
- Library of Congress Control Number: no2003029749
- MusicBrainz: ae901afb-88f1-4f2c-9f23-2c7a8ec0cdb4
- Système universitaire de documentation: 152871578
- Virtual International Authority File: 5221462
- WorldCat: E39PBJm999fpPD8hKbQwxPjwG3